# Joseph Ti-kang

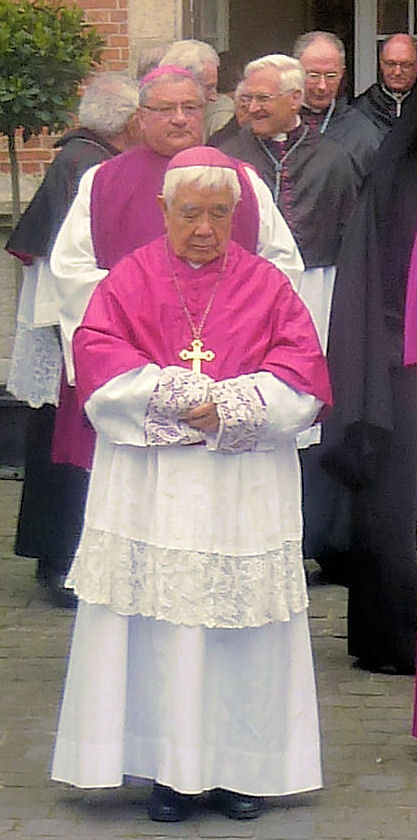
Erzbischof Joseph Ti-kang (2015)

Joseph Ti-kang (chinesisch 狄剛; * 7. Mai 1928 in Hsiu Wu (chinesisch 修武), Henan; † 29. Dezember 2022) war ein taiwanischer Geistlicher und katholischer Erzbischof von Taipeh.

## Leben

Wappen als Erzbischof von Taipeh

Joseph Ti-kang wurde 1928 in der Provinz Henan, damals Teil der Republik China, geboren. Nach seiner theologischen Ausbildung an der Päpstlichen Römisch-Katholischen Universität empfing er am 20. Dezember 1953 die Priesterweihe für das Erzbistum Taipeh. 1966 wurde er Generalvikar im Erzbistum Taipeh.
Papst Paul VI. ernannte ihn am 21. Juni 1975 zum Bischof von Chiayi. Die Bischofsweihe spendete ihm der Präfekt der Kongregation für die Evangelisierung der Völker, Agnelo Kardinal Rossi, am 22. Juli desselben Jahres; Mitkonsekratoren waren Joseph Kuo Joshih CDD, emeritierter Erzbischof von Taipeh, und Stanislaus Lo Kuang, Erzbischof von Taipeh.
Am 3. Mai 1985 berief ihn Papst Johannes Paul II. zum Koadjutorerzbischof von Taipeh. Mit dem Rücktritt von Matthew Kia Yen-wen am 11. Februar 1989 folgte er diesem im Amt des Erzbischofs von Taipeh nach. Am 24. Januar 2004 nahm Johannes Paul II. sein aus Altersgründen vorgebrachtes Rücktrittsgesuch an.
Von 1993 bis 1999 war er Vorsitzender der Katholischen Fu-Jen-Universität.
Joseph Ti-kang war Großprior der Statthalterei Taiwan des Ritterordens vom Heiligen Grab zu Jerusalem.